# Pathé Records

Label von Pathé

Annonce für Pathé-Produkte. In: Vossische Zeitung, 28. November 1909

Pathé Records war eine französische Plattenfirma und Hersteller von Phonographen, die von den Brüdern Charles und Émile Pathé 1894 gegründet wurde, Kennzeichen des Label war ein Hahn.
Die Brüder Pathé waren ursprünglich Bistro-Besitzer und nahmen über ihre Firma Musik auf Phonographenwalzen auf, mit Studios in Paris, Mailand, London und St. Petersburg. Daneben waren sie Filmpioniere mit einem bekannten Nachrichten-Service in Frankreich und England (Pathé News, ab 1908 bzw. 1910), siehe Pathé.
Ab 1905 produzierten sie auch Platten, zuerst mit Wachs auf Zementgrundierung, ab 1906 als Schellack. Im Gegensatz zu anderen Firmen war die musikalische Information vertikal statt lateral in die Platte eingeschnitten (ähnlich wie damals auch bei Edison). Die Rillen waren weiter als üblich und die Umdrehungsgeschwindigkeit unterschied sich (90 rpm, 1916 wechselten sie zu 80 rpm). Es gab Platten von 10 Zoll Durchmesser, 10,5 / 11,5 / 6,5 / 8 / 14 und 20 Zoll (letztere mit 120 rpm). Sie nahmen als erste Plattenfirma Master-Records in einem anderen Medium (schnell rotierende Zylinder-Wachsrollen) als die eigentlichen Platten auf. Für das Abspielen waren spezielle Phonographen der Firma nötig, die wiederum Zusätze hatten, um horizontal geschnittene Platten abzuspielen.
Die Brüder Pathé hatten mit ihren Zylinderrollen vor allem Erfolg in Frankreich, ihre Platten fanden aber weitere Verbreitung, etwa in den USA (ab 1914) und sogar in Asien (Pathé Orient). 1922 gründeten sie das billigere Sub-Label Perfect.
Erst ab 1920 führten sie lateral geschnittene Platten ein, zunächst als Pathé Actuelle nur für die USA. Bald darauf verkauften sie aber auch in Europa mehr davon als von den ursprünglich vertikal geschnittenen Platten, die in Frankreich aber noch bis Anfang der 1930er Jahre verkauft wurden.
1924 wurde das Geschäft außerhalb der USA an Marconi verkauft. 1928 wurden diese von Columbia Records (damals Columbia Graphophone Company) übernommen, die 1931 in EMI aufging. Das Sub-Label Pathé wurde dort aber weitergeführt (teilweise als Pathé Marconi). Die Filmsparte existiert in Frankreich noch als eigenständige Gesellschaft.
Das US-Geschäft ging 1927 an die Cameo Recording Company, die 1929 in der American Record Corporation aufging. Um 1930 verschwand das Label Pathé vom US-Markt.